# Edam (Saskatchewan)
Edam est une communauté située dans la province de la Saskatchewan, dans le centre-ouest.